# ميليروفو
ميليروفو (بالروسية: Миллерово) هي مدينة ومركز إداري لمنطقة ميليروفسكي في الكيان الفدرالي الروسي روستوف أوبلاست. السكان: 36,499 (تعداد 2010)؛ 38,498 (تعداد 2002). 37,346 (تعداد 1989)

## أعلام
- دينيس غلوشاكوف